# Guido Nicolaes
Guido Nicolaes (Tienen, 15 juli 1950) is een gewezen Belgische voetballer. Hij speelde onder meer voor RSC Anderlecht en Beerschot VAV. Hij is ook een oud-international.

## Carrière
Guido Nicolaes werd geboren in Tienen en leerde voetballen bij het plaatselijke KSC Hoegaarden. Nadien verhuisde de aanvaller even naar de jeugd van RSC Anderlecht alvorens als 18-jarige te worden uitgeleend aan tweedeklasser KFC Diest. Vervolgens voetbalde hij een jaar dicht bij huis voor derdeklasser RC Tienen. Nadien vertoefde hij twee seizoenen bij tweedeklasser Olympic Charleroi, waar hij regelmatig scoorde.
In 1972 zette Nicolaes de overstap naar Eerste Klasse. De aanvaller verhuisde naar Beerschot VAV waar hij een ploegmaat werd van onder meer Walter Meeuws, Juan Lozano en Jos Heyligen. In 1973 werd hij met Beerschot knap vierde, de club eindigde twee plaatsen voor Nicolaes' ex-club Anderlecht. Een jaar later ontsnapte Beerschot echter maar net aan de degradatie, terwijl Anderlecht kampioen werd. In de zomer van 1974 keerde Nicolaes terug naar Anderlecht.
Bij paars-wit moest de blessuregevoelige aanvaller de concurrentie aangaan met onder meer Rob Rensenbrink, Attila Ladinszky en Paul Van Himst. Veel speelkansen kreeg hij er niet; maar hij won wel de Beker van België. In 1975 trok hij naar Club Luik. Na nog drie seizoenen in Eerste keerde Nicolaes terug naar Hoegaarden dat toen in de Provinciale Reeksen speelde. Na één jaar vertrok hij opnieuw naar RC Tienen. Bij de derdeklasser verbleef hij drie jaar, waarna hij voor een jaar naar reeksgenoot RFC Hannutois verkaste.

## Nationale ploeg
In 1974 zat Guido Nicolaes als voetballer in een sterke periode. De aanvaller ruilde toen Beerschot in voor Anderlecht en werd voor de eerste keer geselecteerd voor de nationale ploeg. Het was bondscoach Raymond Goethals die Nicolaes selecteerde voor België. In totaal speelde hij twee keer voor de nationale ploeg.